# Gregor Hauffe
Gregor Hauffe (Magdeburgo, RDA, 20 de mayo de 1982) es un deportista alemán que compitió en remo.
Ganó cuatro medallas en el Campeonato Mundial de Remo entre los años 2006 y 2011, y una medalla de oro en el Campeonato Europeo de Remo de 2010.
Participó en dos Juegos Olímpicos de Verano, ocupando el sexto lugar en Pekín 2008 y el sexto en Londres 2012, en la prueba de cuatro sin timonel.

## Palmarés internacional
| Campeonato Mundial | Campeonato Mundial          | Campeonato Mundial | Campeonato Mundial |
| Año                | Lugar                       | Medalla            | Prueba             |
| ------------------ | --------------------------- | ------------------ | ------------------ |
| 2006               | Eton (Reino Unido)          | Medalla de plata   | Cuatro sin timonel |
| 2009               | Poznań (Polonia)            | Medalla de oro     | Ocho con timonel   |
| 2010               | Cambridge (Nueva Zelanda)   | Medalla de oro     | Ocho con timonel   |
| 2011               | Bled (Eslovenia)            | Medalla de oro     | Ocho con timonel   |
| Campeonato Europeo |                             |                    |                    |
| Año                | Lugar                       | Medalla            | Prueba             |
| 2010               | Montemor-o-Velho (Portugal) | Medalla de oro     | Ocho con timonel   |